# Margaretamys parvus
Margaretamys parvus — вид пацюків (Rattini), ендемік острова Сулавесі, Індонезія.

## Морфологічна характеристика
Довжина голови й тулуба від 96 до 114 мм, довжина хвоста від 154 до 184 мм, довжина лапи від 23 до 25 мм, довжина вуха вух від 19 до 20 мм, вага до 40 грамів. Волосяний покрив короткий, щільний і м'який. Верхні частини яскраво-червонувато-коричневі, а черевні частини темно-сірувато-білі. Навколо очей є коричневі кільця.Довжина вусів 55 мм. Хвіст значно довший за голову і тіло, рівномірно темно-коричневий і вкритий волоссям.

## Поширення й екологія
Цей вид поширений у центральній частині Сулавесі. Мешкає в гірських дощових лісах на висоті від 1800 до 2272 метрів над рівнем моря.

## Спосіб життя
Це деревний вид. Харчується фруктами та комахами.